# 2000 km van Daytona 1964
De 2000 km van Daytona 1964 was de 3e editie van deze endurancerace. Het was tevens de eerste keer dat de race over 2000 kilometer werd gehouden, de vorige edities waren allemaal 3-uursraces. De race werd verreden op 16 februari 1964 op de Daytona International Speedway nabij Daytona Beach, Florida.
De race werd gewonnen door de North American Racing Team #30 van Pedro Rodríguez en Phil Hill. Voor Rodríguez was het zijn tweede Daytona-zege, terwijl Hill zijn eerste overwinning behaalde. De GT2.0-klasse werd gewonnen door de Porsche System Engineering #52 van Edgar Barth, Herbert Linge en Jo Bonnier. De GT1.3-klasse werd gewonnen door de Milo Vega #98 van Alan Bouverat en Milo Vega.

## Race
Winnaars in hun klasse zijn vetgedrukt.
| Pos. | Klasse | No. | Team                       | Coureurs                                      | Chassis                          | Ronden |
| ---- | ------ | --- | -------------------------- | --------------------------------------------- | -------------------------------- | ------ |
| 1    | GT+2.0 | 30  | North American Racing Team | Pedro Rodríguez Phil Hill                     | Ferrari 250 GTO/64               | 327    |
| 2    | GT+2.0 | 35  | David Piper                | David Piper Lucien Bianchi                    | Ferrari 250 GTO                  | 323    |
| 3    | GT+2.0 | 31  | North American Racing Team | Walt Hansgen Bob Grossman                     | Ferrari 250 GTO LMB              | 319    |
| 4    | GT+2.0 | 16  | Shelby American Inc.       | Bob Johnson Dan Gurney                        | Shelby Cobra                     | 311    |
| 5    | GT+2.0 | 53  | Ulf Norinder               | Ulf Norinder John Cannon                      | Ferrari 250 GTO                  | 311    |
| 6    | GT2.0  | 52  | Porsche System Engineering | Edgar Barth Herbert Linge Jo Bonnier          | Porsche 356 B 2000 GS GT         | 311    |
| 7    | GT+2.0 | 10  | Ed Butler                  | Charlie Rainville Ed Butler                   | Shelby Cobra                     | 310    |
| 8    | GT2.0  | 51  | Porsche System Engineering | Jo Bonnier Don Wester Edgar Barth             | Porsche 356 B 2000 GS GT         | 303    |
| 9    | GT+2.0 | 36  | Robert Amey                | Chuck Dietrich M. R. J. Wyllie                | Ferrari 250 GT SWB               | 302    |
| 10   | GT+2.0 | 18  | Shelby American Inc.       | Tommy Hitchcock Zourab Tchkotoua Jo Schlesser | Shelby Cobra                     | 295    |
| 11   | GT+2.0 | 32  | Larry Perkins              | Bill Eve Larry B. Perkins                     | Ferrari 250 GTO                  | 293    |
| 12   | GT+2.0 | 38  | Eduardo Dibós              | Eduardo Dibós Mario Callabatisti              | Ferrari 250 GT SWB               | 280    |
| 13   | GT2.0  | 71  | Mike Kurkjian              | Don Streeter Mike Kurkjian                    | Porsche 356 B Carrera Abarth GTL | 277    |
| 14   | GT2.0  | 72  | Jack Ryan                  | Jack Ryan Bill Bencker                        | Porsche 356 SC                   | 272    |
| 15   | GT+2.0 | 43  | Cannon Auto                | Dana Kelder Ara Dube                          | Triumph TR3                      | 253    |
| 16   | GT1.3  | 98  | Milo Vega                  | Alan Bouverat Milo Vega                       | Lotus Elite                      | 245    |
| 17   | GT2.0  | 61  | Jerry Morgan               | Bill Buchman Jerry Morgan Don Bolton          | Sunbeam Alpine                   | 243    |
| 18   | GT2.0  | 74  | Kenneth Stevenson          | Kenneth Stevenson Walter Howell               | Porsche 356 Carrera              | 243    |
| 19   | GT2.0  | 57  | Ike Maxwell                | Ike Maxwell George Barnard                    | Volvo 1800S                      | 240    |
| 20   | GT+2.0 | 3   | Sports Car Service         | Conrad Kraus Jack Moore                       | Chevrolet Corvette Sting Ray     | 236    |
| 21   | GT+2.0 | 9   | Nickey Chevrolet Co.       | Skip Hudson Jerry Grant                       | Chevrolet Corvette Sting Ray     | 234    |
| 22   | GT+2.0 | 44  | Peter Gregg                | Ronald Hutchinson Peter Gregg Harold St. John | Triumph TR4                      | 234    |
| 23   | GT2.0  | 56  | Tommy Charles              | Roger West Tommy Charles                      | MGB                              | 234    |
| 24   | GT1.3  | 90  | George Parsons             | George Parsons Jack Harden                    | Austin-Healey Sprite             | 230    |
| DSQ  | GT+2.0 | 39  | Don Fong                   | Charlie Kolb A.J. Foyt                        | Ferrari 250 GTO                  | 10     |
| DNF  | GT+2.0 | 27  | Dawnay Racing              | Brian Hetreed Chris Kerrison                  | Aston Martin DP214               | 243    |
| DNF  | GT+2.0 | 14  | Shelby American Inc.       | Bob Holbert Dave MacDonald                    | Shelby Cobra Daytona Coupe       | 202    |
| DNF  | GT+2.0 | 20  | Ralph Noseda               | Jef Stevens Ralph Noseda                      | Shelby Cobra                     | 202    |
| DNF  | GT+2.0 | 7   | Kenneth Hablow             | Tom Rizzo Fred Darling                        | Chevrolet Corvette               | 169    |
| DNF  | GT+2.0 | 4   | John Lewis                 | G. C. Spencer Cale Yarborough                 | Chevrolet Corvette               | 149    |
| DNF  | GT1.3  | 86  | Charlie Mathis             | Charlie Mathis Bob Richardson                 | Alfa Romeo Giulietta SV          | 147    |
| DNF  | GT2.0  | 50  | Chuck Cassel               | Chuck Cassel Augie Pabst                      | Porsche 356 B Carrera Abarth GTL | 127    |
| DNF  | GT2.0  | 80  | John Hill                  | John Hill Walt Hane                           | MGA                              | 123    |
| DNF  | GT+2.0 | 24  | Graham Shaw                | Graham Shaw Charlie Hayes Ed Rahal            | Shelby Cobra                     | 116    |
| DNF  | GT+2.0 | 15  | Shelby American Inc.       | Jo Schlesser Jean Guichet                     | Shelby Cobra                     | 109    |
| DNF  | GT2.0  | 64  | Richard Robson             | Richard Robson John Jacobson                  | MGA                              | 101    |
| DNF  | GT2.0  | 73  | Newt Black                 | Newt Black Harro Zitza                        | Porsche 356 Super 90             | 100    |
| DNF  | GT+2.0 | 11  | John Everly                | John Everly Johnny Allen                      | Shelby Cobra                     | 70     |
| DNF  | GT2.0  | 62  | Lin Coleman                | Lin Coleman Lee Cutler                        | Porsche 356 Carrera              | 46     |
| DNF  | GT2.0  | 58  | Volvo Imports Inc.         | Art Riley Nick Cone                           | Volvo P1800                      | 35     |
| DNF  | GT+2.0 | 26  | Dawnay Racing              | Roy Salvadori Mike Salmon                     | Aston Martin DP214               | 34     |
| DNF  | GT2.0  | 54  | Porsche Car Imports        | Victor Merino Jorge Torruellas                | Porsche 356 B Carrera Abarth GTL | 23     |
| DNF  | GT+2.0 | 47  | Nuclear Electronics Lab    | Al Rogers Richard Holquist                    | Morgan Plus 4SS                  | 2      |
| DNS  | GT+2.0 | 2   | C. C. Canada               | C. C. Canada Cecil Stockard                   | Pontiac GTO                      | 0      |
| DNS  | GT+2.0 | 6   | Lee MacGillivray           | A. W. Joslin                                  | Chevrolet Corvette               | 0      |
| DNS  | GT+2.0 | 19  | Lowther Johnston           | Ed Lowther Harold Johnston                    | Shelby Cobra                     | 0      |
| DNS  | GT+2.0 | 29  | Ed Cantrell                | Ed Cantrell Charlie Kolb                      | Ferrari 250 GTO                  | 0      |
| DNS  | GT+2.0 | 37  | Mike Gammino               | Mike Gammino                                  | Ferrari 250 GTO                  | 0      |
| DNS  | GT+2.0 | 41  | Anatoly Arutunoff          | Anatoly Arutunoff Bill Pryor                  | Lancia Flaminia Zagato           | 0      |
| DNS  | GT1.3  | 82  | José Rosinski              | José Rosinski                                 | Abarth-Simca 1300 Bialbero       | 0      |
| DNS  | GT1.3  | 83  | Abarth                     | Hans Herrmann Tommy Spychiger                 | Abarth-Simca 1300 Bialbero       | 0      |

1962 · 1963 · 1964 · 1965 · 1966 · 1967 · 1968 · 1969 · 1970 · 1971 · 1972 · 1973 · 1974 · 1975 · 1976 · 1977 · 1978 · 1979 · 1980 · 1981 · 1982 · 1983 · 1984 · 1985 · 1986 · 1987 · 1988 · 1989 · 1990 · 1991 · 1992 · 1993 · 1994 · 1995 · 1996 · 1997 · 1998 · 1999 · 2000 · 2001 · 2002 · 2003 · 2004 · 2005 · 2006 · 2007 · 2008 · 2009 · 2010 · 2011 · 2012 · 2013 · 2014 · 2015 · 2016 · 2017 · 2018 · 2019 · 2020 · 2021 · 2022 · 2023 · 2024 · 2025